# Зарубин, Николай Александрович (генерал-лейтенант)
Николай Александрович Зарубин (1856 — 1927) — российский военачальник, выпускник академии Генерального штаба, генерал-лейтенант армейской кавалерии.

## Биография
Родился 25 июля 1856 года в дворянской семье Зарубиных. Общее и начальное военное образование получил в 1-й Санкт-Петербургской военной гимназии, которую окончил в 1873 году, и — в Николаевском кавалерийском училище.

#### Военная служба
В 1875 году выпущен хорунжим в Казачий лейб-гвардии полк, с которым участвовал в русско-турецкой войне 1877-1878 гг.
Высшее военное образование получил в Николаевской академии Генерального штаба. Выпущен из академии штабс-капитаном в 1883 году.
По окончании академии — на должностях Генерального штаба. Капитан с 1884 года, подполковник — с 1888 года, полковник — с 1892 года.
Начальник штаба крепости Осовец с 24 октября 1894 года по 28 июля 1895 года. С 1895 — начальник штаба 3-й кавалерийской дивизии, цензовое командование полком отбывал в 13-м драгунском Каргопольском полку с 28 января 1900 года по 4 сентября 1903 года.
С 5 сентября 1903 года — генерал-майор, командир 1-й бригады 11-й кавалерийской дивизии. С 1904 года — командир 1-й бригады 10-й кавалерийской дивизии.
С 27 марта 1906 года — начальник штаба 1-го Сибирского армейского корпуса.

#### В отставке
26 мая 1911 года уволен в отставку с награждением чином генерал-лейтенанта, мундиром и пенсией.
На октябрь 1918 г. и. д. председателя пограничной конфликтной комиссии № 5. На этой должности испытывал нужду. В 1919 году Зарубин бежал из Советской России через Украину и уехал за рубеж.

#### В Белом движении
Во время Гражданской войны — в Вооруженных силах Юга России. В ноябре 1920 года — в эвакуации на острове Лемнос, участвовал в формировании Лейб-гвардии Казачьего дивизиона.

#### Частная жизнь
Николай Александрович был женат, имел в браке двоих детей.  С 1922 года — в эмиграции в Королевстве сербов, хорватов и словенцев.
Скончался 24 марта 1927 года в Воеводине, на территории Королевства сербов, хорватов и словенцев.